# Дяволски игри
„Дяволски игри“ (на английски: The Wheels of Heaven) е българо-британски драматичен трилър от 2025 г. на режисьора Бен Чарлз Едуардс, който е съсценарист с Майк Шилиъм и Деси Тенекеджиева, и участват Мики Рурк, Джоф Бел, Гари Стреч, Лий Райън, Димитър Николов, Деси Тенекеджиева, Илиян Стаменков, Емил Каменов, Светлана Янчева, Ованес Торосян, Бистра Окереке, Димитър Банекин, Михаил Мутафов, Елеонора Иванова и Радина Боршош.
Снимачният процес се провежда през юли 2022 г. в София, България, както и в Лондон, Великобритания, и Лос Анджелис, САЩ, и приключва през октомври.
Филмът е открит на международния филмов фестивал „Капри Холивуд“ в Италия на 27 декември 2024 г.
Премиерата на филма излиза по кината на 7 февруари 2025 г. в разпространение от „НОУ Блинк Филм“, а генерален медиен партньор е Нова Броудкастинг Груп.

## Актьорски състав
- Мики Рурк – Бо Джаксън[6][7][1]
- Джеф Бел – Лука[8]
- Гари Стреч – Виктор[8]
- Лий Райън – Оливър[8]
- Димитър Николов – Непознатият[8]
- Деси Тенекеджиева – Мария[8]
- Емил Каменов – Алек[8]
- Светлана Янчева – Елена[8]
- Ованес Торосян – Антон[8]
  - Петър Байков – гласът на Антон
- Бистра Окереке – Ваня[8]
- Димитър Банекин – Даниел[8]
- Михаил Мутафов – Богдан Марков[8]
- Джоана Нуамеруе – Роко[8]
- Радина Боршош – Петра[8][nb 1]
- Илиян Стаменков – Петър[8]
- Малин Кръстев – Петко[8]
- Благовест Благоев – Гринго[8][nb 2]
- Виолета Челси Кристоу – Лили[8]
- Елеонора Иванова – Ива[8]
- Думисани Карамански – Пол[8]
- Нели Беширова – Бойка Нинова[8]
- Ненко Цачев – Кавал[8]
- Митко Денев – Акордеон[8]
- Мартин Димитров – Момче 1[8]
- Петя Белчева-Гемюнден – Американски турист[8]
- Щефан Гемюнден – Шофьор на автобус[8]
- Атила Георгиев – Хлапе боксьор[8]
- Сиги Хуанг – Момиче 1[8]
- Димитър Ковачев – Фънки – Барман[8]
- Неди Миладинов – Барабанист[8]
- Петя Панева – Роксана[8]
- Алекс Якимов – Асен[8]